# Castillo de Rheinstein

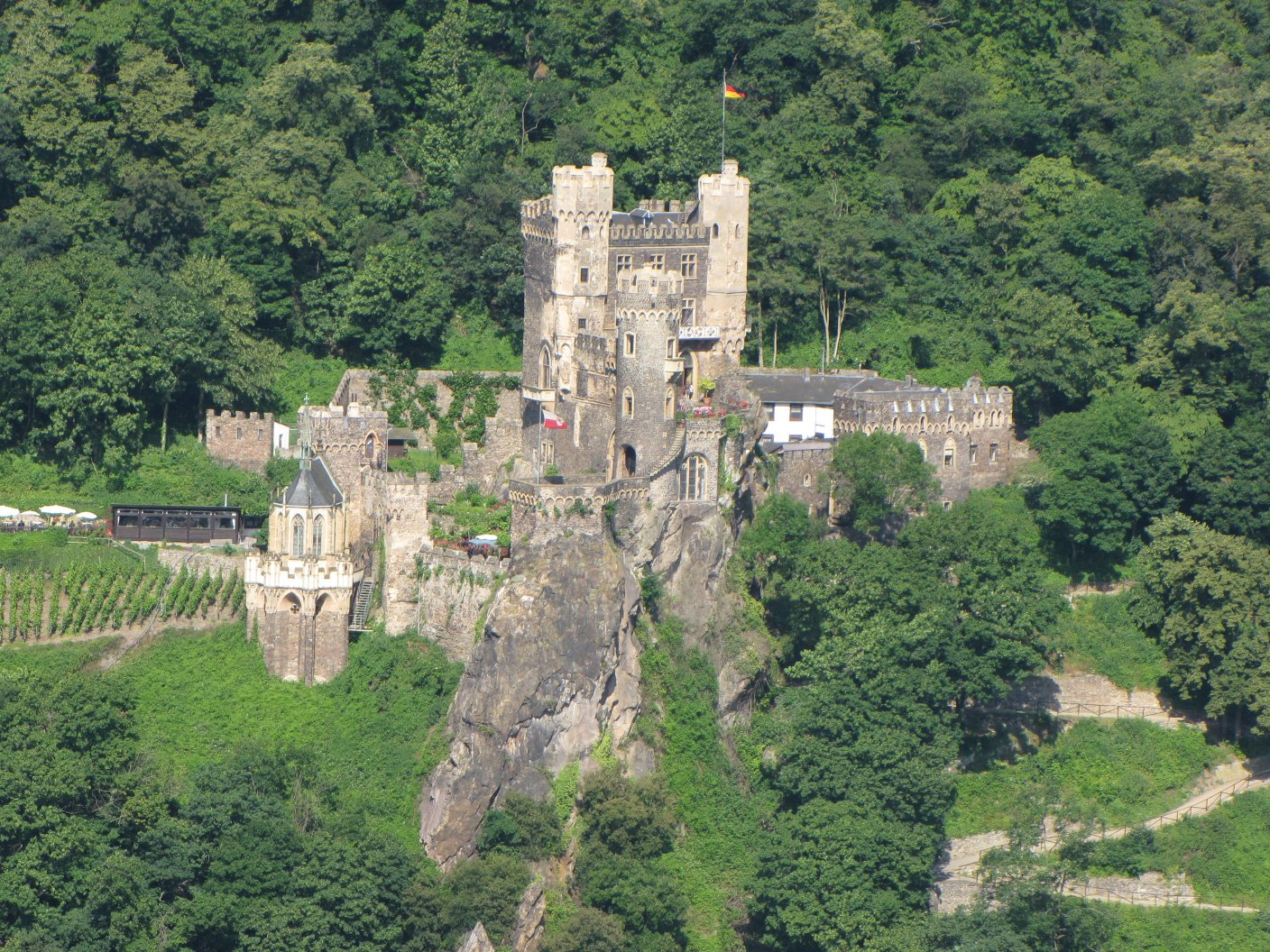
Vista aérea.

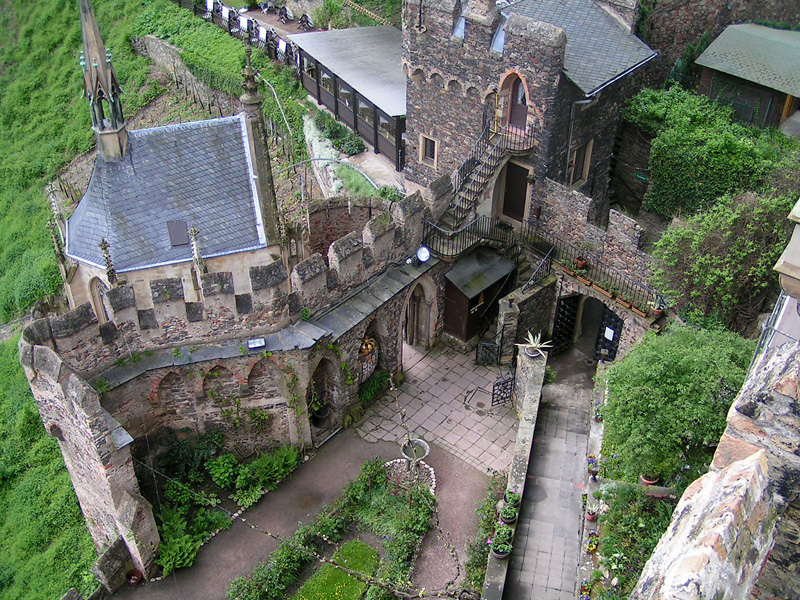
Patio interior.

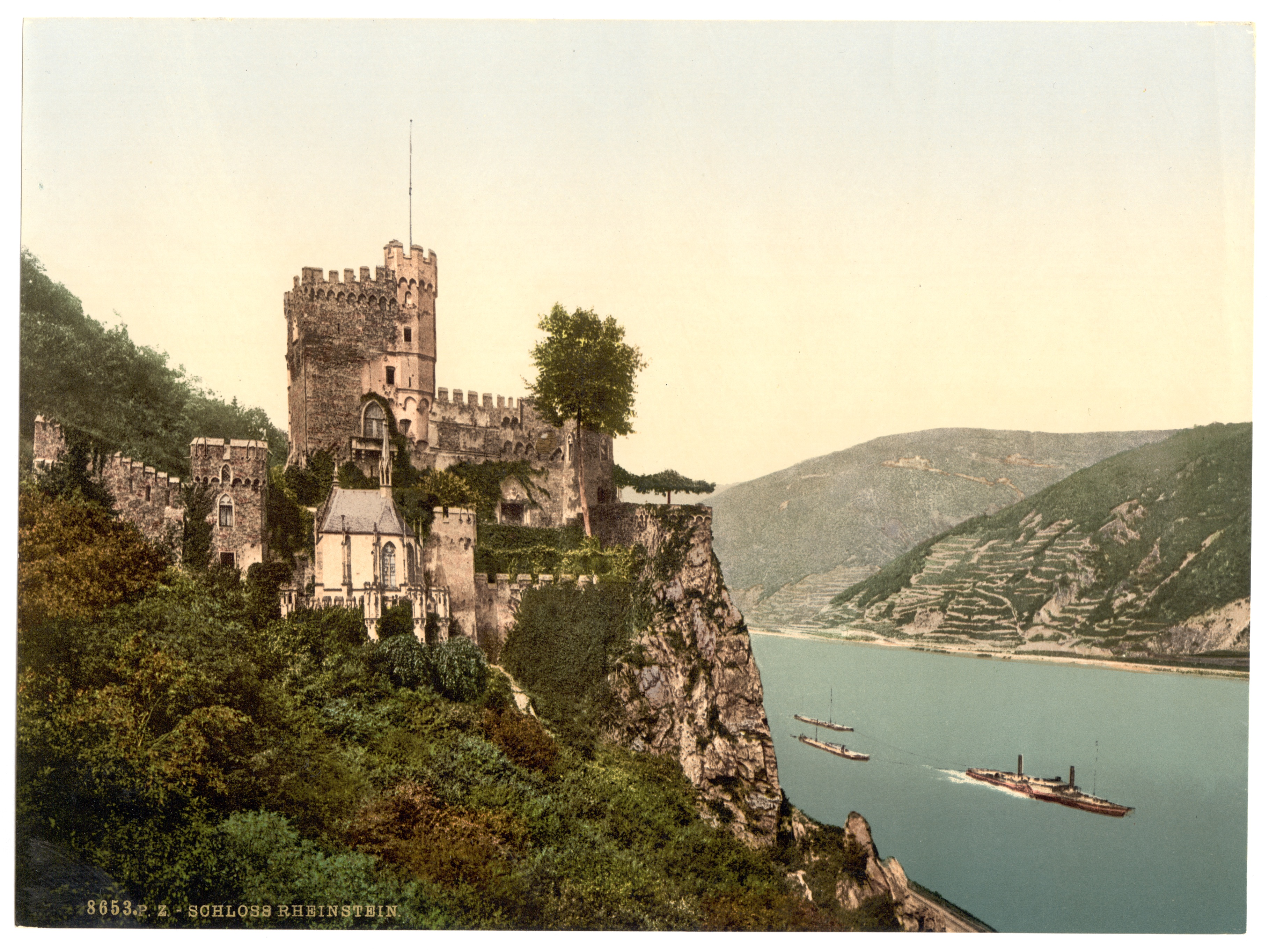
El castillo en la última década del.

El castillo de Rheinstein (en alemán: Burg Rheinstein o Voitsberg) es un castillo en las cercanías de la ciudad de Trechtingshausen en Renania-Palatinado, Alemania.

## Historia
El castillo fue construido en torno a 1316/1317 y fue importante por su localización estratégica. Hacia 1344 entró en declive. Durante la Guerra de Sucesión del Palatinado, se encontraba muy desmoronado. En el periodo romántico en el siglo XIX, el Príncipe Federico de Prusia (1794-1863) compró el castillo y mandó reconstruirlo.

## Descripción
El castillo de Rheinstein posee un puente levadizo y rastrillo, que eran típicos de la arquitectura medieval. El castillo está abierto al público. Al entrar y pasar la caseta de venta de regalos existe una apertura a la izquierda hacia el patio interior, que ofrece una vista espectacular del Rin. El patio interior del Rheinstein es conocido como el Jardín de Borgoña, en alusión al viñedo de Borgoña que crece ahí. El viñedo, que tiene aproximadamente 500 años, todavía produce uvas.
Desde el jardín, unos peldaños conducen a la capilla del castillo. En el centro del altar gótico, un grabado de madera muestra a Jesús en la última cena. Entre las rocas y la capilla, unos peldaños conducen a la cripta real de la familia del Príncipe Federico Guillermo Luis.
Desde el Jardín Borgoñés, otro conjunto de peldaños conducen a la parte principal del castillo. Dentro del castillo, la Sala de los Caballeros o Rittersaal es el salón más grande e impresionante del castillo. En la parte superior de la escalera, posee bellos vitrales, así como tres pinturas tridimensionales. 
Actualmente el Rheinstein alberga una cafetería y una tienda de venta de regalos y recuerdos, que incluyen miniaturas artesanales de madera.

## Cronología
Entre los siglo XIV y XVII, el castillo fue cedido como feudo por los arzobispos de Maguncia. Entre sus propietarios y señores feudales figuran:
- 1323 – Matías, Conde de Bucheck, Arzobispo de Maguncia
- 1348 – Kuno II von Falkenstein, Arzobispo de Maguncia
- 1409 – Juan de Nassau enfeudó al Geheimrat, Johann von Selheim, con Königstein. En ocasiones los arzobispos de Maguncia permanecieron aquí en su papel secular como electores del Sacro Imperio Romano Germánico.
- 1459 – Diether von Isenburg, Elector y Arzobispo de Maguncia, enfeudó el castillo y la villa de Assmannshausen (que se halla cerca del castillo, en la margen opuesta del Rin) al estudiante catedralicio (Domscholasten) Volpert.
- 1572 – El castillo, junto con sus fincas asociadas, fue transferido al custodio de la catedral de Maguncia (Domkustos) y chambelán, Anton Wiltberg. Sin embargo, no pudo mantenerlo económicamente. Gradualmente decayó, pero permaneció como su residencia hasta su muerte.
- 1779 – Las ruinas fueron dadas al nuevo propietario el Geheimrat J.von Eys, quien enajenó las construcciones por cuatro Laubtalers a Johann Jacob, Señor de Goll.
- 1823 – El 31 de marzo de 1823, el Príncipe Federico de Prusia adquirió las ruinas del castillo y el peñón. El príncipe era un sobrino del rey Federico Guillermo III de Prusia y la reina Luisa.
- 1825-1829 – Se reconstruye bajo la dirección del famoso Claudius Lassaulx, quien fue sucedido en 1827 por su discípulo, Wilhelm Kuhn, el cual completó la edificación. El Príncipe Federico nombró el castillo como "Rheinstein" debido a sus impresionantes acantilados directamente sobre el río Rin.
- 1842 – El castillo de Rheinstein se convirtió en la residencia favorita del Príncipe Federico. Muchos jefes de Estado coronados de ese tiempo estuvieron hospedados en el castillo, como la reina Victoria, la emperatriz Alejandra Feodorovna de Rusia, entre otros. El Príncipe Federico contrató al arquitecto de Wiesbaden, Ph. Hoffmann, para el diseño de una nueva cripta y capilla. Dos años más tarde se inauguraron la capilla y la cripta en estilo neogótico para la familia real.
- 1863 – Después de la muerte del príncipe, su hijo el Príncipe Jorge de Prusia heredó Rheinstein.
- 1902 – El Príncipe Enrique de Prusia, un hermano del Káiser Guillermo II, hereda el castillo.
- 1929 – La esposa del Príncipe Enrique, Irene del Hesse y el Rin, se convierte en la propietaria.
- 1953 – La última propietaria de la nobleza alemana es la Princesa Bárbara de Prusia, Duquesa de Mecklemburgo.
- 1975 – El castillo pasa a ser propiedad privada de la familia Hecher.